# الدوري الهولندي الممتاز 1949–50
الدوري الهولندي الممتاز 1949–50 (بالهولندية: Nederlands landskampioenschap voetbal 1949/50)‏ هو موسم من الدوري الهولندي الممتاز. أشرف على تنظيمه الاتحاد الملكي الهولندي لكرة القدم، وفاز فيه SV Limburgia ‏.